# Yvonne Girard
Yvonne Marie Raphaëlle Girard (* 20. März 1912 in Paris; † 31. Oktober 1980 in Rueil-Malmaison) war eine französische Badmintonspielerin.

## Sportliche Karriere
Sie gewann zwischen 1940 und 1946 in steter Regelmäßigkeit sowohl das Dameneinzel als auch das Damendoppel French Open – letztere Disziplin jedes Mal an der Seite von Madeleine Girard. 1955 konnte sie abermals bei dem Turnier sowie auch bei den französischen Meisterschaften siegen.

## Erfolge im Badminton
| Saison    | Veranstaltung                              | Disziplin   | Platz | Name                             |
| --------- | ------------------------------------------ | ----------- | ----- | -------------------------------- |
| 1940      | French Open                                | Damendoppel | 1     | Yvonne Girard / Madeleine Girard |
| 1940      | French Open                                | Dameneinzel | 1     | Yvonne Girard                    |
| 1941      | French Open                                | Damendoppel | 1     | Yvonne Girard / Madeleine Girard |
| 1941      | French Open                                | Dameneinzel | 1     | Yvonne Girard                    |
| 1942      | French Open                                | Damendoppel | 1     | Yvonne Girard / Madeleine Girard |
| 1942      | French Open                                | Dameneinzel | 1     | Yvonne Girard                    |
| 1943      | French Open                                | Damendoppel | 1     | Yvonne Girard / Madeleine Girard |
| 1943      | French Open                                | Dameneinzel | 1     | Yvonne Girard                    |
| 1944      | French Open                                | Damendoppel | 1     | Yvonne Girard / Madeleine Girard |
| 1944      | French Open                                | Dameneinzel | 1     | Yvonne Girard                    |
| 1945      | French Open                                | Damendoppel | 1     | Yvonne Girard / Madeleine Girard |
| 1945      | French Open                                | Dameneinzel | 1     | Yvonne Girard                    |
| 1946      | Frankreich: Internationale Meisterschaften | Damendoppel | 1     | Yvonne Girard / Madeleine Girard |
| 1946      | French Open                                | Mixed       | 1     | Yves Baudoin / Yvonne Girard     |
| 1954/1955 | Französische Meisterschaft                 | Damendoppel | 1     | Yvonne Girard / Mireille Laurent |
| 1955      | French Open                                | Damendoppel | 1     | Yvonne Girard / Mireille Laurent |